# Sapa AS
1963 grundades Skandinaviska Aluminium Profiler AB av Nils Bouveng och Lars Bergenhem. Sedan dess har Sapa AS vuxit till världens största producent av aluminiumprofiler, med huvudkontor i Oslo.

## Historia
Skandinaviska Aluminiumprofiler startade sin första fabrik i Vetlanda år 1963. Under åren fram till och med 1970 startades försäljningsbolag i de nordiska länderna och England. 1970 var 362 personer anställda inom koncernen, varav drygt 300 i den svenska verksamheten. Samma år tecknades ett avtal med Nokia OY om att starta ett pressverk i Nederländerna, till lika delar ägt av intressenterna. (Sapa förvärvade Nokias andel 1985).
1971 förvärvade den brittiska koncernen, RTZ-Pillar, ca 80% av aktierna i Sapa. Resterande aktier innehades av Sapas företagsledning.
1976 köptes Sapa av Gränges Aluminium, vilket i sin tur köptes av Electrolux 1980. De efterföljande åren genomfördes en expansion av verksamheten som till stor del byggde på företagsförvärv och nyetableringar. År 1997 introducerades Gränges AB på Stockholmsbörsen för att åtta år senare (2005) avnoteras av det norska företaget Elkem som lyckats förvärva bolaget; Elkem köptes i sin tur av norska Orkla samma år. 2007 valde Orkla att slå ihop aluminiumprofilverksamheterna inom Sapa och Alcoa vilket skapade världens största producent av aluminiumprofiler. 2009 förvärvades Indalex anläggningar med 29 pressar och en total kapacitet på omkring 315 000 ton per år i Nordamerika. Samma år slöt Orkla avtal med Alcoa om att utväxla ägandet i två gemensamt ägda bolag, så att Alcoa övertog Orklas andel i Elkem Aluminium och Orkla kom att äga Sapa helt.
År 2010 förvärvades 65 procent av aktierna i det vietnamesiska företaget Vijalco, som ingick i Ben Thanhgruppen, vars säte finns i Ho Chi Minh-staden. Samma år bildades ett samföretag med Kinas största aluminiumproducent, Aluminum Corporation of China Limited (Chalco)
År 2013 slog Orkla och Norsk Hydro samman sina aluminiumverksamheter under namnet Sapa AS. Orkla-ägda Sapa Profiler i Finspång och Sapa Byggnadssystem i Vetlanda ingick i uppgörelsen. Avsikten var att sälja Sapa Heat Transfer i Finspång, som tillverkar aluminiumband för värmeväxlare till främst bilindustrin. I december 2013 bytte Sapa Heat Transfer AB namn till Gränges AB. Motivet var att tydliggöra att Finspångsföretaget blev ett mer fristående bolag. Till bilden hörde att Sapa:s aluminiumverksamhet i Finspång hade sitt ursprung i Gränges AB (och dessförinnan i Svenska Metallverken), som tillverkade aluminium- och plastprodukter.

## Organisation
Sapakoncernen ägdes tidigare till 50% av det norska företaget Orkla och 50% av Norsk Hydro. År 2017 övertogs Orklas andel av Norsk Hydro. Sapa är indelat i tre affärsområden: Sapa Extrusion, Sapa Building Systems och Sapa Precision Tubing. 

### Sapa Profiler
Sapa Profiler AB, som är den svenska profilverksamheten i koncernen, ingår i affärsområdet Sapa Extrusion. Sapa Profiler leds av verkställande direktören Mari Wilhelmsen.